# 硬體模擬
在集成电路设计中，硬件模擬是指用另一个硬件模仿一个或多个硬件的行为的过程，其目的通常是对所设计的硬件系統进行调试並验证功能。通常情况下，用來模擬的硬件處理速度足够快，可以插入工作中的目标硬件系统以代替尚未完工的芯片，这样整个硬件系统就可以用实时数据进行调试。